# 赤藓糖
赤藓糖，又名顯紅糖，在分类上属于丁醣与醛糖。在費雪投影式中，中间两个碳原子上的羟基在碳骨架的同侧。在1849年首先由法國藥學家Feux Joseph Garot (1798-1869)從大黃中分離純化而得，並在鹼金屬中呈現紅色而得名。
其衍生物，赤藓糖-4-磷酸是磷酸戊糖途径及卡爾文循環的中间代谢物。